# کمپین تریلیون درخت
کمپین تریلیون درخت پروژه‌ای است که هدف آن کاشت یک تریلیون درخت در سراسر جهان است. این طرح به دنبال افزایش جمعیت درختان جهان و مبارزه با کاهش تغییر اقلیم به عنوان یک راه حل مبتنی بر طبیعت است. این پروژه در نمایشگاه گیاه برای سیاه ۲۰۱۸ در موناکو آغاز شد. در پاییز ۲۰۱۸، وب‌سایت رسمی این پروژه به منظور ثبت، نظارت و اهدای درختان به پروژه‌های احیای جنگل در سراسر جهان منتشر شد. این کمپین ادامه فعالیت‌های کمپین قبلی یک میلیارد درخت است که توسط وانگاری ماتای، بنیانگذار جنبش کمربند سبز در آفریقا در سال ۱۹۷۷، آغاز شد.
تا تاریخ ۳۰ مه ۲۰۲۱، تعداد ۱۶۴ پروژه بازسازی در این کمپین شرکت دارند و در سراسر جهان ۱۳٫۹۶ میلیارد (۱٫۳۹۶٪ از هدف) درخت کاشته شده است.

## تاریخچه

### کمپین یک میلیارد درخت
جنبش کمربند سبز فعالیت خود را در آفریقا از سال ۱۹۷۷ آغاز کرد و در نهایت بیش از ۳۰ میلیون درخت کاشت. کمپین میلیارد درخت از ونگاری ماتای، برنده جایزه صلح نوبل و وانگاری ماآتای الهام گرفته شد. هنگامی که یکی از مدیران اجرایی در ایالات متحده به ماتای گفت که شرکتشان قصد دارد یک میلیون درخت بکارد، او پاسخ داد: «این عالی است، اما چیزی که واقعاً نیاز داریم، کاشت یک میلیارد درخت است.»
این پروژه در سال ۲۰۰۶ توسط برنامه محیط زیست سازمان ملل متحد (UNEP) تحت حمایت شاهزاده آلبرت دوم موناکو و مرکز جهانی جنگلداری کشاورزی- ICRAF به عنوان پاسخی به چالش‌های تغییرات اقلیمی و همچنین طیف وسیع‌تری از چالش‌های پایداری از تأمین آب گرفته تا از دست رفتن تنوع زیستی، آغاز شد. و به هدف اولیه کاشت یک میلیارد درخت در سال ۲۰۰۷ دست یافت. درخت یک میلیاردم، که معمولاً به عنوان زیتون آفریقایی شناخته می‌شود، در نوامبر ۲۰۰۷ در اتیوپی کاشته شد. در سال ۲۰۰۸، هدف این کمپین به ۷ میلیارد درخت افزایش یافت، هدفی که سه ماه قبل از هدف کنفرانس تغییرات اقلیمی که در دسامبر ۲۰۰۹ در کپنهاگ، دانمارک برگزار شد، از آن پیشی گرفت.

### بعد از کمپین
فلیکس فینکباینر در سخنرانی افتتاحیه سال بین‌المللی جنگل‌ها ۲۰۱۱ در سازمان ملل متحد گفت: «اکنون زمان آن رسیده است که با هم کار کنیم. ما نیروهای خود را، پیر و جوان، ثروتمند و فقیر، با هم ترکیب می‌کنیم و با هم می‌توانیم یک تریلیون درخت بکاریم. می‌توانیم کمپین تریلیون درخت را آغاز کنیم.» در دسامبر ۲۰۱۱، پس از کاشت بیش از ۱۲ میلیارد درخت، UNEP رسماً مدیریت این برنامه را به بنیاد غیرانتفاعی «گیاه برای سیاره» به رهبری جوانان (سازمانی که از سال ۲۰۰۷ در کمپین یک میلیارد درخت شرکت می‌کرد) مستقر در توتزینگ آلمان واگذار کرد. از آن زمان تاکنون، این حرکت ادامه داشته است و ۴۰٬۰۰۰ سفیر جوان این پیام را در بیش از ۱۰۰ کشور منتشر می‌کنند.
در سال ۲۰۱۵، محقق تام کروتر دریافت که حدود ۳ تریلیون درخت در جهان وجود دارد و بعداً تخمین زده شد که کاشت ۱٫۲ تریلیون درخت دیگر، انتشار دی‌اکسید کربن ناشی از فعالیت‌های انسانی را در ۱۰ سال آینده خنثی می‌کند.
در سال ۲۰۱۷، سونامی یک میلیارد درخت در پاکستان، ۳۵۰ هزار هکتار از جنگل‌ها را احیا کرد.

### ابتکار یک تریلیون درخت
مجمع جهانی اقتصاد ۲۰۲۰ که در داووس برگزار شد، از ایجاد پلتفرم ابتکاری یک تریلیون درخت برای دولت‌ها، کسب‌وکارها و جامعه مدنی خبر داد تا از دهه سازمان ملل متحد برای احیای اکوسیستم (۲۰۲۰–۲۰۳۰) به رهبری برنامه محیط زیست سازمان ملل متحد و فائو حمایت کنند. دونالد ترامپ، یکی از شرکت‌کنندگان در این نشست و رئیس‌جمهور وقت ایالات متحده، اعلام کرد که دولت ایالات متحده به این ابتکار عمل متعهد خواهد شد.